# Salvador Ruiz de Luna
Gabriel Salvador Ruiz de Luna Arroyo (Talavera de la Reina, 18 de març de 1908 - Madrid, 5 d'agost de 1978) va ser un compositor espanyol, conegut sobretot per les seves bandes sonores.

## Biografia
Fill del ceramista Juan Ruiz de Luna Rojas, estudià amb Pablo Luna i Conrado del Campo, amb qui va mantenir una amistat incondicional durant 38 anys. Va ser professor titular de l'Escola Oficial de Cinema i director de la secció de cinematografia de la SGAE. En 1935 realitza ballets per a Carmen Amaya com El Embrujo i Un ballet amb llibret de Gerardo Rivas. És també autor de bandes sonores de pel·lícules com El Malvado Carabel (1955), Boda en Castilla, Abuelita Charlestón  (1962), Gayarre (1959) o Embajadores en el infierno (1959).

## Premis
Medalles del Cercle d'Escriptors Cinematogràfics
| Any  | Categoria     | Pel·lícula                |
| ---- | ------------- | ------------------------- |
| 1954 | Millor música | Las últimas banderas      |
| 1955 | Millor música | Orgullo                   |
| 1957 | Millor música | La guerra empieza en Cuba |
| 1959 | Millor música | El Lazarillo de Tormes    |